# ماركيل اريتيو
ماركيل اريتيو (بالإسبانية: Markel Areitio Cedrún)‏ (7 سبتمبر 1996 بأيوريتا في إسبانيا - ) هو لاعب كرة قدم إسباني في مركز حراسة المرمى. لعب مع نادي إيبار.

## روابط خارجية
- ماركيل اريتيو على موقع قاعدة بيانات كرة القدم.إي يو (الإنجليزية)
- ماركيل اريتيو على موقع Soccerway.com (الإنجليزية)
- ماركيل اريتيو على موقع عالم كرة القدم.نت (الإنجليزية)
- ماركيل اريتيو على موقع AS.com (الإسبانية)